# Jusef Ghaderijan
Jusef Ghaderijan (pers. یوسف قادریان; ur. 14 lutego 1993) – irański zapaśnik walczący w stylu klasycznym. Brązowy medalista mistrzostw świata w 2015. Triumfator mistrzostw Azji w 2015 i drugi w 2014. Pierwszy w Pucharze Świata w 2016 i trzeci w 2017. Wygrał Igrzyska Solidarności Islamskiej w 2017. Brązowy medalista igrzysk młodzieży w 2010. Wicemistrz świata juniorów i mistrz Azji juniorów w 2013 roku.